# Le som en fotomodell
Le som en fotomodell är den svenska trallpunkgruppen De Lyckliga Kompisarnas debutalbum, utgivet 1991 på skivbolaget Birdnest.

## Låtlista
Albumet släpptes ursprungligen på vinyl med låtarna 1-14. Listan nedan gäller CD-utgåvan.
| Nr  | Titel                                                                                 | Längd |
| --- | ------------------------------------------------------------------------------------- | ----- |
| 1.  | Troll och häxor                                                                       | 2.10  |
| 2.  | Ölstugan som inte finns                                                               | 1.54  |
| 3.  | Egon                                                                                  | 4.08  |
| 4.  | Allmosor                                                                              | 1.52  |
| 5.  | Impad                                                                                 | 2.41  |
| 6.  | Vi är de lyckliga kompisarna                                                          | 2.25  |
| 7.  | Kofångare                                                                             | 1.27  |
| 8.  | Tänk om jag vore...                                                                   | 2.55  |
| 9.  | Le som en fotomodell                                                                  | 3.50  |
| 10. | Cp framför sin tv                                                                     | 3.09  |
| 11. | Smet                                                                                  | 4.01  |
| 12. | Evigt liv                                                                             | 3.05  |
| 13. | Där värmen tar vid                                                                    | 2.03  |
| 14. | Dricka sprit och hålla käften                                                         | 3.27  |
| 15. | Dit kuken pekar (Ursprungligen från Dit kuken pekar/Smet 7".)                         | 2.49  |
| 16. | Scania-hjon (Ursprungligen från Scania-hjon 7".)                                      | 3.02  |
| 17. | Röd fredag (I texthäftet angiven som "Syndabock". Ursprungligen från Scania-hjon 7".) | 3.48  |
| 18. | Hallucinationer i himmelen (Ursprungligen från Scania-hjon 7".)                       | 2.50  |

Det råder förvirring kring spår 17 på cd-utgåvan. På albumets baksida anges "Röd fredag" som låt 17 men i texthäftet är "Syndabock" angiven som spår 17. Som om det inte vore nog med detta, är det angivet att låten är hämtad från ep:n Scania-hjon där låten står som "Röd fredag".

## Medverkande
- Björn Gunér, sång och gitarr
- Jouni Haapala, trummor
- Mart Hällgren, sång, bas, gitarr och trummor

Dessutom:
- Matte Ander, trummor och sång
- Sussie Persson, gitarr
- Åsa Hällgren, flöjt
- Marie Selander, sång och skedar
- Lotta Hasselqvist, klaviatur och fiol